# Юкечев, Виктор Павлович
Ви́ктор Па́влович Юке́чев (род. 6 ноября 1948, Острог, Ровненская область) — российский журналист, медиатренер, брат Юрия Павловича Юкечева.

## Биография
Родился 6 ноября 1948 года в небольшом украинском городке Острог.

## Профессиональный путь
В 1974 году закончил заочное отделение факультета журналистики Ленинградского государственного университета.
С 1974 года живёт и работает в Новосибирске: газета «Молодость Сибири» (1974—1979, 1983—1985, корреспондент, заведующий отделом, главный редактор), Агентство печати Новости (позднее — РИА «Новости», 1985—1993, заведующий Западносибирским отделением); первый в России межрегиональный независимый еженедельник «Сибирская газета» (1990—1998, организатор и главный редактор).
В апреле 1990 году «Сибирскую газету» пытался закрыть Новосибирский обком КПСС — «за дискредитацию партийных и советских органов». В ответ коммунисты Новосибирска выдвинули Виктора Юкечева делегатом XXVIII съезда КПСС (последнего), на котором Виктор Юкечев вместе с главным редактором «Московских новостей» Егором Яковлевым издавал оппозиционную газету «13-й микрофон».
С 1999 года — на «тренерской работе»: Национальный институт прессы (1999—2000, директор Сибирского филиала); Институт развития прессы (2000—2003, директор Сибирского филиала); Институт развития прессы-Сибирь (2003 — настоящее время, директор). С 2006 года — вице-президент Ассоциации развития прессы. Автор и ведущий обучающих семинаров для специалистов СМИ. Читает курс «Профессиональная этика журналиста» в Новом Сибирском Институте.
С 2009 года — руководитель проекта Социальная правозащитная сеть. «Так-так-так» Архивная копия от 8 октября 2016 на Wayback Machine
C 2013 года — директор некоммерческого Фонда «Так-так-так».  Архивная копия от 11 октября 2016 на Wayback Machine
С 2015 года — член Общественной Коллегии по жалобам на прессу  Архивная копия от 8 марта 2022 на Wayback Machine

## Изданные книги
- «Прозрачный город против коррупции», 2002 (автор, составитель)
- «Бюджетный процесс и журналистское расследование», 2002 (автор, составитель)
- «Школа экономической журналистики для „чайников“» (CD), 2004 (автор, составитель)
- «Новосибирская пресса на пороге своего 100-летия». В соавторстве с М. Лыкосовым. Глава из книги «История города. Новониколаевск — Новосибирск». Исторические очерки. Издательский Дом «Историческое наследие Сибири». Новосибирск, 2005.
- «13 шагов к успеху на малом медиарынке» (книга и CD), 2006 (автор, составитель)
- «Газета в образовании на Алтае», 2006 (автор, составитель)
- «Новая жизнь старых газет», 2008 (книга и CD, автор, составитель)
- «Proetcontra», 2008 (автор)
- «Местная газета — инициатор общественного диалога», 2009 (книга и CD, автор, составитель)
- «9+. Новая концепция для местных масс-медиа», 2010 (книга и CD, автор, составитель)
- «Какие медиа — такое и общество», 2013 (книга и CD, автор, составитель)
- «Расследуй это!», 2020 (автор, составитель, редактор)